# Additamentum ad floram canariensem
Additamentum ad floram canariensem (abreviado Addit. Fl. Canar.) es un libro ilustrado y con descripciones botánicas que fue escrito por el botánico sueco de nacimiento y español de adopción Eric Ragnor Sventenius y que fue publicado en el año 1960.